# Isabel Maddison
Ada Isabel Maddison (Cumberland, Inglaterra, 12 de abril de 1869 – Pensilvânia, Estados Unidos, 22 de outubro de 1950) foi uma matemática britânica, conhecida por seu trabalho sobre equações diferenciais.